# Lebenswecker
Lebenswecker, op. 232, är en vals av Johann Strauss den yngre. Den spelades första gången den 24 januari 1860 i Sofiensäle i Wien. 

## Historia
Nära tjugo år skiljer Joseph Lanner vals Die Lebenswecker (op. 104) komponerade 1836 från Johann Strauss den yngres snarlika vals med titeln Lebenswecker. Båda verken var tillägnade medicinare, den tidigare dedikerad till "Herrar fysiker" medan den senare var Strauss gåva till "Herrar medicinstudenter vid Wiens universitet" och framfördes vid deras karnevalsbal den 24 januari 1860.

## Om valsen
Speltiden är ca 11 minuter och 48 sekunder plus minus några sekunder beroende på dirigentens musikaliska tolkning.

## Weblänkar
- Lebenswecker i Naxos-utgåvan.